# 楊定 (仇池)
楊 定（よう てい）は、後仇池の初代君主。曾祖父は前仇池の第2代君主楊難敵。祖父は楊宋奴。父は楊仏奴。妻は前秦の皇帝苻堅の娘。

## 略歴
祖父の楊宋奴は355年の内乱で殺され、このため父の楊仏奴が前秦に亡命して右将軍として仕え、楊定も尚書・領軍将軍として前秦に仕えて皇帝苻堅の娘婿になった。383年10月の淝水の戦いで苻堅が大敗した後も前秦に仕え続けた。385年8月、苻堅が後秦により殺害されたため楊定は部衆を率いて隴右に逃れ、11月に歴城に移って、龍驤将軍・平羌校尉・仇池公を自称し自立、後仇池政権を建国した。
楊定は東晋に服属して自称していた称号全てを認可され、390年には天水・略陽・隴城・冀城など秦州を占拠し隴西王を自称するなど勢力を拡大した。だがそのために西秦の乞伏乾帰と衝突し、394年10月に合戦となり敗北した楊定は殺害されてしまい、隴西も失った。
従兄の楊盛が跡を継いだ。